# Isidor Levy
Isidor Levy (* 15. Januar 1852 in Schippenbeil; † 16. Februar 1929 in Berlin) war ein deutsch-jüdischer Journalist im Deutschen Kaiserreich und in der Weimarer Republik.

## Leben

### Herkunft und Familie
Der Ostpreuße Isidor Levy wurde in Schippenbeil im damaligen ostpreußischen Landkreis Friedland geboren. Seine Eltern waren der Kaufmann Meyer Levy und dessen Frau Henriette (geb. Löwen).
Levy besuchte das Gymnasium zu Rastenburg (heute Kętrzyn). Er studierte Rechtswissenschaft an der Albertus-Universität Königsberg, der Friedrich-Wilhelms-Universität Berlin und der Ruprecht-Karls-Universität Heidelberg, wo er zum Dr. jur. promoviert wurde. Er schrieb bereits als Student für die liberale Königsberger Hartungsche Zeitung. Levy trat am 1. April 1874 in deren Redaktion ein. Drei Jahre später zog er nach Berlin.
Am 26. Juni 1879 heiratete er in Berlin-Charlottenburg Jacobine Klausner (* 23. April 1852 in Halle an der Saale; † 5. Februar 1943 im Ghetto Theresienstadt). Das Paar wohnte in Charlottenburg, wo er 1929 starb.
Die Levys hatten eine Tochter, die Journalistin und Romanschriftstellerin Doris Wittner (* 25. März 1880 in Berlin; † 12. März 1937 in Berlin); ihr Vater vermittelte ihr die Mitarbeit bei der Vossischen Zeitung in der Frauenbeilage (1911 bis 1914) und im Feuilleton als Literatur- und Theaterkritikerin.

### Berliner Zeitung
Ab 1877 war er Redakteur der Berliner Bürger-Zeitung. Er wechselte 1879 als verantwortlicher Redakteur zur Berliner Zeitung (Vorläufer der B.Z. am Mittag) im Ullstein-Verlag.
Im Zusammenhang mit dem Antisemitismus des evangelischen Predigers Adolf Stoecker und seiner „Berliner Bewegung“ übte Levy in der Berliner Zeitung heftige und polemische Kritik an Reichskanzler Otto von Bismarck. Das trug ihm 1882 eine Beleidigungsklage ein. Er geriet hier erstmals in Konflikt mit dem für große Härte in Presse- und Majestätsbeleidigungsprozessen berüchtigten Strafrichter Landgerichtsrat Hans Brausewetter, der daran mitwirkte, das auf eine Geldstrafe lautende Schöffengerichtsurteil gegen Levy in drei Monate Haft im Gefängnis Plötzensee umzuwandeln. Bei einem neuen Verfahren lehnte Levy Brausewetter als Beisitzer einer Strafkammer ab. Dieser revanchierte sich mit einem Haftbefehl, als Levy in Wien war. Um dem Arrest zu entgehen, blieb Levy in Wien als Auslandskorrespondent der Berliner Zeitung. Er begann auch für die Wiener Neue Freie Presse zu arbeiten. Er kam fünf Jahre lang nicht nach Deutschland, sondern hielt sich in Wien, Prag, Zürich und Meran (Südtirol) auf.

### Vossische Zeitung
1886 kehrte Levy nach Berlin zurück, nachdem seine Freunde Bismarck überreden konnten, den Strafantrag zurückzuziehen. Hier wurde er zunächst Berliner Korrespondent der Breslauer Zeitung. Zugleich schrieb er Leitartikel und Feuilletons für andere Zeitungen, etwa die Weser-Zeitung, die Neue Stettiner Zeitung, die Kieler Zeitung, die Königsberger Hartungsche Zeitung.
Am 13. Januar 1887 begann er als politischer Leitartikler bei der Vossischen Zeitung als Nachfolger des überraschend gestorbenen Walter Lejeune Dirichlet, der auch liberaler Reichstagsabgeordneter gewesen war.
Der Vossischen Zeitung gehörte Levy mehr als vier Jahrzehnte lang an. Anders als mehrfach behauptet, war Levy niemals Chefredakteur der Zeitung. Seine tatsächliche Stellung entsprach der eines Chefkommentators („Leitartiklers“) und Leiters der politischen Meinungsredaktion. Er schrieb fast täglich Leitartikel, teilweise sogar zwei für Morgen- und Abendausgabe. Die Leitartikel wurden bis in den Ersten Weltkrieg hinein auch nicht namentlich signiert, auch nicht mit Namenskürzel, und der eigentliche Chefredakteur schrieb im Gegensatz zu den meisten deutschen Blätter aufgrund langer Tradition in der Vossischen Zeitung keine Leitartikel (das änderte sich erst während des Ersten Weltkriegs unter dem Einfluss des Ko-Chefredakteurs Georg Bernhard). Levys Leitartikel waren für die Leser dennoch durch Stil und Argumentation zu erkennen.
So war Levy nach außen die wichtigste politische Stimme der Zeitung. Er galt, so der Berliner Pressehistoriker Walther Oschilewski, als „der eigentliche politische Kopf der Equipe“. Er galt als besonders kämpferischer linksliberal-demokratischer Kommentator, der sich aber auch durch große Sachkenntnis, ein langes Gedächtnis und feinsinniges Sprachvermögen auszeichnete. Häufig wandte er sich öffentlich gegen den wachsenden Antisemitismus. Zu Reichskanzler Bernhard von Bülow stand er in einem besonderen Vertrauensverhältnis.
Eine Zeitlang redigierte Isidor Levy auch die kommunalpolitische Rundschau „Groß-Berlin“, eine Beilage zum Hauptblatt.
Bei den schwierigen und wegen zahlreicher Einzelgeschäftsanteile von Familienmitgliedern komplexen Verhandlungen um den Verkauf der Vossischen Zeitung 1910/11 spielte Levy eine besondere Rolle als Vertrauensmann und Treuhänder des alten Verlegers und Ko-Eigentümers Carl Robert Lessing. Er stellte im Sommer 1910 Levy eine Option auf seine Geschäftsanteile aus, die für 4,3 Millionen Mark dem zufallen sollten, den Levy als Käufer gewinnen wollte. Im Wettlauf um diese Erbschaft rivalisierten Verlage und Investorengruppen. Levy entschied sich, die Option an eine Gruppe zu verkaufen, die vom Breslauer Zeitungsverleger John Lehmann und dem Bankhaus Lazard Speyer-Ellissen in Frankfurt am Main angeführt wurde. Dies war eine Zwischenstufe bis zum Weiterverkauf der Zeitung an den Ullstein-Verlag.
Zu Levys Privilegien bei der Vossischen Zeitung gehörte es, wie andere leitende Redakteure im Verlagshaus an der Breiten Straße im Stockwerk über der Redaktion zu wohnen.

### Weitere Publizistik
Levy veröffentlichte einige Broschüren und Bücher („Schwarz-Roth-Gold“, „Waldeck“) und gelegentlich in der linksliberalen Zeitschriftenpublizistik oder betreute Vortrags- und Tagungsschriften.
Im linksintellektuellen Blatt Das Tage-Buch verfasste Levy Beiträge unter dem Pseudonym „Christian Geheeb“. In der DDP-nahen Wochenschrift Das Demokratische Deutschland (später Deutsche Einheit) schrieb Levy bis 1927 eine regelmäßige politische Kolumne unter dem Pseudonym „Zuberkloß“.

### Politisches Engagement
Levy gehörte von 1909 bis zur Revolution 1918 als Mitglied der Berliner Stadtverordnetenversammlung an.
Als liberaler, assimilierter Jude gehörte Levy der Vereinigung für das Liberale Judentum in Deutschland (VLJD) an. Er engagierte sich gegen den Zionismus, der im Berlin der Vorkriegszeit viele Anhänger gewonnen hatte. Er trat 1912 dem von VLJD-Mitgliedern gegründeten „Reichsverband zur Bekämpfung des Zionismus“ bei, der sich im selben Jahr in Antizionistisches Komitee umbenannte, und wurde in den Vorstand („Arbeitsausschuss“) gewählt.

## Werke
- Levy, Isidor. Revolutionäre in alter Zeit : Eine Vertheidigung der freisinnigen Politik durch die Stein-Hardenberg'sche Gesetzgebung. Issleib, Berlin 1881 (u. a. über den preußischen Reformpolitiker Karl Freiherr vom und zum Stein) Volltext der Originalausgabe (PDF)